# Tredouxita
La tredouxita és un mineral de la classe dels òxids que pertany al grup de la byströmita. Rep el nom en honor de Marian Tredoux (nascuda el 20 de setembre de 1952), professora del Departament de Geologia de la Universitat de l’Estat Lliure (Sud-àfrica), pel seu treball sobre la localitat tipus: el dipòsit d'òxids de níquel de Bon Accord.

## Característiques
La tredouxita és un òxid de fórmula química NiSb₂O₆. Va ser aprovada com a espècie vàlida per l'Associació Mineralògica Internacional l'any 2017, sent publicada per primera vegada el mateix any. Cristal·litza en el sistema tetragonal. La seva duresa a l'escala de Mohs és 3.
L'exemplar que va servir per a determinar l'espècie, el que es coneix com a material tipus, es troba conservat a les col·leccions mineralògiques del Museu d'Història Natural de la Universitat de Florència, a Itàlia, amb el número de catàleg: 3281/i.

## Formació i jaciments
Va ser descoberta al dipòsit de níquel de Bon Accord, a la localitat de Barberton, dins el districte d'Ehlanzeni (Mpumalanga, Sud-àfrica). Es tracta de l'únic indret de tot el planeta on ha estat descrita aquesta espècie mineral.